# Roza Bal

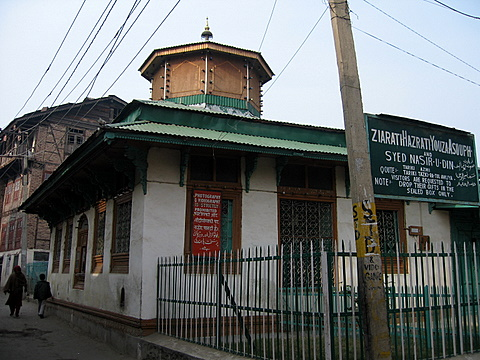
Santuario de Roza Bal– en el letrero se lee "Ziarati Hazrati Youza Asouph y Syed Nasir-u-Din."

El Roza Bal, Rouza Bal o Rozabal es un santuario ubicado en el barrio de Khanyar en el centro de la ciudad de Srinagar en Cachemira, India. La palabra roza significa tumba, y la palabra bal significa lugar. Los lugareños creen que un sabio está enterrado aquí, Yuzasaf o Yuz Asaf (o Youza Asouph), junto a otro hombre santo musulmán, Mir Sayyid Naseeruddin.
La capilla permaneció relativamente desconocida hasta que el fundador del movimiento Ahmadía, Mirza Ghulam Ahmad, afirmó en 1899 que era en realidad la tumba de Jesús. Hoy día, los ahmadíes mantienen ese punto de vista, aunque es rechazado por los cuidadores suníes de la capilla, uno de los cuales dijo "la teoría de que Jesús está enterrado en cualquier lugar de la faz de la tierra es blasfema para el Islam."

## Edificio
La estructura se encuentra delante de un cementerio musulmán. Consta de un edificio rectangular bajo sobre una plataforma elevada, rodeado por barandillas por delante y una entrada. Dentro hay una capilla a Youza Asouph. El edificio también alberga la tumba de un santo musulmán chií, Mir Sayyid Naseeruddin, un descendiente del Imán Musa-Raza, octavo imán de los musulmanes chiíes cuyo santuario se encuentra en Mashhad. La estructura era anteriormente mantenida por la comunidad local, pero ahora es mantenida por un consejo de administración compuesto por musulmanes suníes. Según la escritora cachemira Fida Hassnain, seguidora de las creencias ahmadías, la tumba contiene una talla en la roca que se dice muestra huellas de pies con heridas de crucifixión y el cuerpo está enterrado según lo que Hassnain considera la tradición judía de direcciones y no según la tradición islámica. La recepción académica de los trabajos de Hassnain ha sido muy crítica - académicos que rechazan estas reclamaciones incluyen a Günter Grönbold, Wilhelm Schneemelcher, Norbert Klatt, Per Beskow, y Gerald O'Collins.

## Historia

### Periodo budista e hinduista
No hay registro ni mención al santuario en el periodo budista, ni tampoco durante el Sultanato de Cachemira (1346–1586) cuando muchos de los templos budistas fueron convertidos en mezquitas, como el templo Shankaracharya o "Trono de Salomón".

### Muhammad Dedamari, 1747
El santuario es mencionado por primera vez en el Waqi'en-i-Kashmir (Historia de Cachemira, publicado en 1747), también conocido como Tarikh Azami (Historia de Azam) escrito por Khwaja Muhammad Azam Didamari, un escritor sufí de Srinagar. Azam afirma que la tumba es de un profeta extranjero y príncipe, Yuzasuf, o transcrito en cachemir moderno, Youza Asouph. El nombre probablemente deriva del urdu "Yuzasaf" en la leyenda de Balauhar y Yuzasaf, siendo Yuzasaf el nombre islámico para Gautama Buda. Yuzasaf aparece así escrito en el Rasail Ikhwan al-Safa de los Hermanos de la Pureza y otras fuentes. David Marshall Lang (1960) señala que la conexión del Yuzasaf budista con Cachemira resulta en parte de un error de impresión en la edición árabe de Bombay que hace referencia a la leyenda de Barlaam y Josafat que hace morir a su héroe príncipe Yuzasaf en "Cachemira" (árabe: كشمير) por confusión con Kushinara (pali: كوشينر), el lugar tradicional de la muerte del Buda histórico.

### Caso judicial de 1770
Se inició un caso judicial mencionando el santuario en 1184 AH (1770 en el calendario occidental):

"El sello de la justicia del Islam mulá Fazil 1184 AH. Veredicto: Ahora, este tribunal, después de obtener evidencia, concluye que durante el reinado del rajá Gopadatta, quien construyó y reparó muchos templos, especialmente el Trono de Salomón, Yuz Asaph llegó al valle. Príncipe de ascendencia, era piadoso y santo y había abandonado las actividades terrenales. Pasó todo su tiempo en oración y meditación. El pueblo de Cachemira, habiéndose vuelto idólatras, después del gran diluvio de Noé, Dios Todopoderoso, envió a Yuz Asaph como profeta al pueblo de Cachemira. Proclamó la unidad de Dios hasta que falleció. Yuz Asaph fue enterrado en Khanyar a orillas del lago y su santuario se conoce como Roza Bal. En el año 871 AH, Said Nasir-ud-Din, un descendiente del imán Musa Raza, también fue enterrado junto a la tumba de Yuz Asaph. Órdenes: Dado que el santuario es visitado por devotos, y dado que el solicitante, Rahman Khan, es el custodio hereditario del santuario, se ordena que tenga derecho a recibir las ofrendas hechas en el santuario como antes, y nadie más tendrá derecho a tales ofrendas. Dado bajo nuestra mano, 11º Jamad-ud-sani 1184 AH. (Traducción de Fida Hassnain, 1988).

La traducción de Hassnain sigue a Ghulam Ahmad al dividir el nombre de Yuzasaf, que se encuentra en la tradición de 'Bilhawar y Yuzasaf' sobre Gautama Buda, a dos sílabas, "Yuz Asaf". Yuzasaf, en árabe Yūdhasaf o Būdhasaf, deriva del sánscrito Bodhisattva. La palabra sánscrita fue cambiada a Bodisav en textos persas en el siglo VI o VII, luego a Budhasaf o Yudasaf en un documento árabe del siglo VIII (de la inicial árabe "b" ﺑ a "y"  ﻳ por duplicación de un punto en la letra manuscrita).

### Guerra indo-pakistaní, 1965
A raíz de la guerra indo-pakistaní de 1965 y de las continuas tensiones e incidentes entre hindúes y musulmanes el Ziarat Rozabal fue profanado y la tumba desenterrada el 27 de octubre de 1965. El columnista indio Praveen Swami identificó en 2006 a los culpables como una "célula de retención" de los operativos pakistaníes, pero esto no está confirmado por otras fuentes.

## Reclamaciones Ahmadiyya respecto al santuario
El fundador del movimiento ahmadía, Mirza Ghulam Ahmad, a partir del versículo 23:51 del Corán ("Y convertimos al hijo de María y a su madre en un Signo, y les rescatamos y les ayudamos a llegar a un lugar elevado, un lugar tranquilo con manantiales de agua corriente."), creyó que la única ocasión en que la vida de Jesús, hijo de María, fue seriamente amenazada, fue cuando se intentó matarle en la cruz. El Corán dice que "…preparamos una morada para ellos en una parte elevada de la tierra, siendo un lugar de tranquilidad y seguridad, y regado con manantiales"; Ahmad consideró que esto muy bien podía aplicarse al valle de Cachemira.
En su libro Jesús en la India afirmó detalladamente que Roza Bal era la tumba de Jesús (en urdu publicado en 1899, en inglés publicado en 1944 مسیح ہندوستان میں Masih Hindustan-mein). El libro se publicó en su totalidad en 1908, y la primera traducción inglesa completa en 1944. Ahmad defendió aparte que Jesús no murió por crucifixión, sino que viajó a la India y murió allí a la edad de ciento veinte años. Per Beskow afirma que Ghulam Ahmad separó a Yuzasaf en dos componentes Yuz y Asaf, interpretando Yuz como Jesus y Asaf (la palabra hebrea para reunir) como "Jesus el recolector".
El escritor ahmadía Khwaja Nazir Ahmad en su libro Jesús en el cielo en la tierra (1952) desarrolló las ideas de Ghulam Ahmad. Hay ruinas de un templo hindú cerca de Srinagar donde Ghulam Ahmad reclamó que Jesús había predicado. Debido a la carencia de otras fuentes occidentales, los ahmadíes se basan en el texto apócrifo del siglo III Hechos de Tomás y, en general, en fuentes musulmanas posteriores al siglo XV en su reconstrucción de un trayecto de viaje oriental para Jesús.
J. Gordon Melton afirma que habiendo asumido el apelativo de mujaddid (renovador de la fe) en la década de 1880, y habiéndose declarado el Mesías Prometido para los cristianos y el Mahdi de los musulmanes, Ghulam Ahmad simplemente cogió la leyenda de que Jesús había visitado la India para aumentar su autoidentificación con Jesús. Gerald O'Collins declara que ninguna evidencia histórica ha sido proporcionada para apoyar la teoría de Ghulam Ahmad de que Jesús murió en la India. Simon Ross Valentine clasifica la teoría como leyenda y considera el entierro de Jesús en Roza Bal un mito en la misma escala que la leyenda de José de Arimatea llevando el Santo Grial a Gran Bretaña. Paul C. Pappas indica que desde una perspectiva histórica, la identificación ahmadí de Yuzasaf con Jesús se derivó de leyendas y documentos que incluyen una serie de errores históricos claros (por ejemplo, confundiendo el reinado de Gondofares) y que "es casi imposible identificar a Yuz Asaf con Jesús".
La teoría de Ghulam Ahmad de que Jesús murió en la India es distinta de la sugerencia de 1894 de Nicolás Notovitch de que Jesús viajó a la India en sus primeros años (antes del inicio de su ministerio) durante los Años perdidos de Jesús y Ghulam Ahmad específicamente no estaba de acuerdo con Notovitch. Las afirmaciones de Notovitch de haber encontrado un manuscrito sobre los viajes de Jesús a la India han sido totalmente desacreditadas por la erudición moderna como un engaño. Notovitch más tarde confesó haber fabricado sus evidencias. Los estudiosos modernos sostienen que, en general, no hay ninguna base histórica para sustentar ninguna de las reclamaciones de los supuestos viajes de Jesús a la India.

### sigloXX

#### Khwaja Nazir Ahmad
Después de Notovich y Ahmad el siguiente texto ampliamente conocido fue el El Evangelio de Acuario de Jesucristo de 1908– Transcrito del Libro del Recuerdo (Registros Akásicos), que Levi H. Dowling (1844–1911) afirmó haber transcrito de perdidos registros "Akásicos".
Khwaja Nazir Ahmad, un misionero ahmadí en Woking, desarrolló las ideas de Ghulam Ahmad en los años 1940. También reclamó que Moisés fue enterrado en Boot en el monte Niltoop cerca de Bandipur. Su libro de 1952 contenía una sección traducida del Ikmal al-din de la autoridad chií Ibn Babawayh (muerto en 991, llamado "as-Saduq") donde Yuzasaf (Ahmad "Yuz Asaf") es mencionado.
 
La reclamación de que este texto se relaciona con Isa (Jesús en el Islam) y no con Barlaam y Josafat se origina en el uso de Ahmad en 1902 del mismo texto. La reclamación ahmadí de que esta sección del Ikmal al-din de Ibn Babawayh se relaciona con Isa (Jesús) es rechazada por los musulmanes chiíes. El orientalista Max Müller ya había traducido esta sección al alemán en 1894 cuando refutó las reclamaciones de Nicolás Notovitch.
Los sitios web y publicaciones impresas ahmadíes citan varios documentos y tradiciones locales intentando apoyar la identificación de Ghulam Ahmad del santuario de Srinagar como la tumba de Jesús, incluyendo versiones islámicas de la leyenda de Barlaam y Josafat, en árabe Budasaf o Yuzasaf.
Pappas afirma que el análisis de cualesquier combinaciones posibles de asignación de fecha a la teoría de Nazir Ahmad sobre los viajes de Jesús indica que ninguno de los escenarios puede ser compatible con las fechas históricas generalmente aceptadas como el reinado de Gondofares, en parte porque Nazir Ahmad se basó en los métodos de datación utilizados en la corte de Zain-ul-Abidin (1423–1474).

#### Andreas Faber-Káiser y Holger Kersten
En 1976 Andreas Faber-Kaiser, un ufólogo español, y en 1983 Siegfried Obermeier y Holger Kersten, dos escritores alemanes sobre temas esotéricos, popularizaron el tema con la publicación de sus libros Cristo murió en Cachemira, Cristo en Cachemira y Cristo vivió en la India respectivamente. Las ideas de Kersten estaban entre las varias exposiciones de la teoría criticada por Günter Grönbold en Jesus en Indien. Das Ende einer Legende (Múnich, 1985). Wilhelm Schneemelcher un teólogo alemán declara que el trabajo de Kersten (que se basa en Ahmad y el Evangelio de Acuario) es fantasía y no tiene nada que ver con la investigación histórica. Gerald O'Collins un sacerdote jesuita australiano, declara que el trabajo de Kersten es sencillamente el reenvasado de una leyenda para consumo del público general.
La interpretación de que de la  tumba está alineada este-oeste se encuentra en publicaciones ahmadíes como Kashti Noh de Mirza Ghulam Ahmad y las revistas oficiales ahmadíes Revisión islámica de 1981 y Revisión de Religiones de 1983. Estas afirmaciones ahmadíes se sustentan en la referencia de Ibn Babawayh en su versión de la historia de Yuzasif-Gautama Buda del Ikmal al-din: "Luego extendió las piernas y volvió la cabeza al oeste y su cara al este. Murió en esta posición".

#### Reclamaciones Ahmaddiya en los medios de comunicación
Richard Denton escribió y produjo un documental para BBC Four titulado  Did Jesus Die? en 2004. Está narrado por Bernard Hill y presenta a Elaine Pagels, Peter Stanford, John Dominic Crossan, Paula Fredriksen, Padre Jerome Murphy-O'Connor, Tom Wright, Thierry LaCombe (teórico de la conspiración de los Caballeros templarios franceses), Richard Andrews, James Tabor, Steve Mason, y el editor ahmadí Abdul Aziz Kashmiri. El documental explora la teoría de la supervivencia de la cruz y, de paso, menciona teorías como un viaje a la India de Jesús, con una sección sobre la historia de Yuz Asaf.
En 2007 Channel 4 mostró el documental La Historia Escondida de Jesús presentado por Robert Beckford, incluyendo una filmación dentro de Roza Bal, y una entrevista con Fida Hassnain sobre el santuario y la "conexión india" de Jesús. Gerald O'Collins criticó varios aspectos del documental, y declaró que Hassnain "mostró cómo vive en un extraño mundo de fantasía y desinformación."
Alrededor de 2010 la tumba en Roza Bal empezó a ganar popularidad entre los turistas occidentales como la posible tumba de Jesús. Según un informe de un corresponsal de la BBC, la vieja historia pudo haber sido recientemente promovida por comerciantes locales que "pensaron que sería bueno para los negocios", y su inclusión en la guía de viajes de Lonely Planet de la India ayudó a impulsar el negocio turístico. La novela Rozabal Line de Ashwin Sanghi hace referencia al santuario. También en 2010, un documental de 53 minutos fue lanzado por el director de cine indio Rai Yashendra Prasad con el nombre Roza Bal Shrine of Srinagar.

## Respuesta de los no ahmadíes sobre las afirmaciones ahmadíes sobre el santuario
Dado que la doctrina islámica, y los historiadores seculares no aceptan las afirmaciones ahmadíes de un supuesto viaje de Jesús de Nazaret a la India, musulmanes y estudiosos también rehúsan cualquier posibilidad de que el santuario de Roza Bal sea la tumba de Jesús. Después de que Howard Walter visitó el santuario en 1913, investigando las reclamaciones de Ghulam Ahmad, informó que los musulmanes locales opinaban que el santuario anteriormente había sido una tumba hindú hasta el siglo XIV cuando Sayyid Sharfud'-Din 'Abdur Rahman, (muerto en 1327, popularmente conocido como Bulbul Shah) había traído el Islam a Cachemira, y declaró que la tumba no era de un boddhisvatta sino de un santo musulmán. El indólogo alemán Günter Grönbold señala que al igual que la misma leyenda de Yuzasaf, la tumba en sí no es sino uno de los muchos sitios sagrados budistas e hinduistas en Cachemira reconvertidos en santuarios islámicos con la llegada de esta religión.